# 25e méridien ouest
En géographie, le 25e méridien ouest est le méridien joignant les points de la surface de la Terre dont la longitude est égale à 25° ouest.

## Géographie

### Dimensions
Comme tous les autres méridiens, la longueur du 25e méridien correspond à une demi-circonférence terrestre, soit 20 003,932 km. Au niveau de l'équateur, il est distant du méridien de Greenwich de 2 783 km,.
Avec le 155e méridien est, il forme un grand cercle passant par les pôles géographiques terrestres.

### Régions traversées
En commençant par le pôle Nord et descendant vers le sud au pôle Sud, Le 25e méridien ouest passe par:
| Coordonnées          | Pays, territoire ou mer | Notes |
| -------------------- | ----------------------- | --- |
| 90° 00′ N, 25° 00′ O | Océan Arctique          | |
| 83° 09′ N, 25° 00′ O | Groenland               | Terre de Peary |
| 82° 51′ N, 25° 00′ O | Fjord G.B. Schley (en)  | |
| 82° 30′ N, 25° 00′ O | Groenland               | Terre de Peary |
| 82° 10′ N, 25° 00′ O | Fjord de l'indépendance | |
| 82° 00′ N, 25° 00′ O | Groenland               | |
| 81° 43′ N, 25° 00′ O | Fjord Hagen (en)        | |
| 81° 35′ N, 25° 00′ O | Groenland               | Île principale, Île Ymer, Île Ella à nouveau l'île principale les (passant par les Alpes de Stauning à 72° 00′ N, 25° 00′ O) |
| 71° 17′ N, 25° 00′ O | Détroit Scoresby        | |
| 70° 21′ N, 25° 00′ O | Groenland               | |
| 69° 09′ N, 25° 00′ O | Océan Atlantique        | Passe juste à l'est de l'île de São Miguel, Açores, Portugal (à 37° 51′ N, 25° 08′ O) Passe juste à l'ouest de l'îlet de Formigas, Açores, Portugal (à 36° 16′ N, 24° 47′ O) Passe juste à l'est de l'île de Santa Maria , Açores, Portugal (à 36° 56′ N, 25° 01′ O) |
| 17° 07′ N, 25° 00′ O | Cap-Vert                | Îles de Santo Antão and São Vicente |
| 16° 46′ N, 25° 00′ O | Océan Atlantique        | |
| 60° 00′ S, 25° 00′ O | Océan Austral           | |
| 75° 17′ S, 25° 00′ O | Antarctique             | Définit la limite est de Antarctique argentin, Liste des territoires mar l' Argentine Passe par le Territoire antarctique britannique , Liste des territoires par le Royaume-Uni                                                                                     |